# 毛蝦屬
毛蝦屬（Acetes）是十足目櫻蝦科的一個屬，是東南亞的重要經濟作物，主要用於生產蝦醬或乾曬成為虾皮。當中以日本毛蝦及中國毛蝦為當中最大宗。

## 簡述
毛蝦屬的體型只有1-4 cm 長，身體透明，但有一雙黑眼睛，還有身體上含有紅色色素的尾足。這些色素來自一種寄生在蝦身的紅藻，含有蝦紅素。由於其細小的體型，一般的漁民均會採用拖網來撈捕毛蝦。毛蝦屬的特點除了其細小體型以外，其第四及第五對腳亦已退化。

## 生命周期
毛蝦屬的卵綠色，生長後其體積會發漲至原來的兩倍以上。每年的年初，卵子會孵化成為幼虫，並於同年成長、成熟成為成蝦。

## 分類

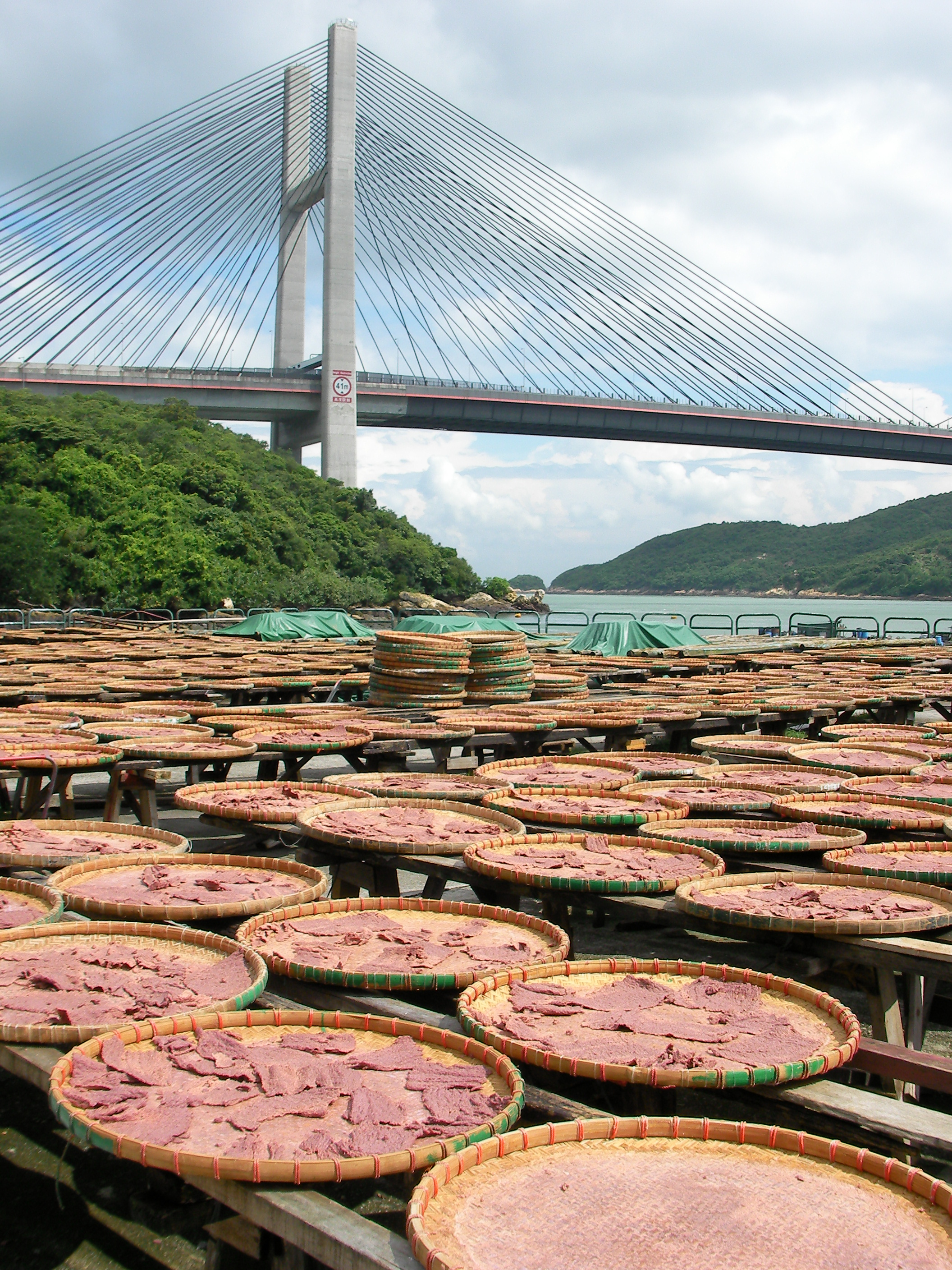
香港馬灣的漁戶在汲水門大橋下把捕獲的毛蝦曬成蝦醬。

毛蝦屬包括有14個品種，與其FAO名稱詳列如下：
- Acetes americanus Ortmann, 1893 – aviu shrimp
- Acetes binghami Burkenroad, 1934
- 中國毛蝦[7]Acetes chinensis Hansen, 1919 – northern mauxia shrimp
- 紅毛蝦 Acetes erythraeus Nobili, 1905 – tsivakihini paste shrimp
- 印度毛蝦 Acetes indicus H. Milne-Edwards, 1830 – Jawala paste shrimp
- 中型毛蝦 Acetes intermedius Omori, 1975 – Taiwan mauxia shrimp（俗名赤尾青）
- 日本毛蝦 Acetes japonicus Kishinouye, 1905：又名秋醬蝦（akiami paste shrimp）
- Acetes johni Nataraj, 1947
- Acetes marinus Omori, 1975
- Acetes natalensis Barnard, 1950
- 巴拉圭毛蝦 Acetes paraguayensis Hansen, 1919
- 锯齿毛虾 Acetes serrulatus (Krøyer, 1859) – southern mauxia shrimp
- Acetes sibogae Hansen, 1919 – alamang shrimp
- 普通毛蝦 Acetes vulgaris Hansen, 1919 – jembret shrimp

## 相关制品

### 虾皮
虾皮是毛虾的干制品。虾皮体小皮薄，干制后很薄像一层皮，因此得名。虾皮按加工方式分为生虾皮和熟虾皮。虾皮常用于汤或凉拌等各种菜肴。虾皮含有丰富的矿物质，微量元素和虾青素，具有不小的营养价值。

### 虾酱
虾酱是虾膏的延伸产品，虾酱的主要原料是虾膏。

## 參看
- 蝦醬 - 蝦皮
- 養蝦業 - 捕蝦業